# La legge di Bird
La legge di Bird (Gabriel's Fire) è una serie televisiva statunitense in 22 episodi trasmessi per la prima volta nel corso di una sola stagione dal 1990 al 1991. Un sequel della serie, dal titolo Pros and Cons, andò in onda nel corso di 12 episodi la stagione successiva.

## Trama
Chicago. Gabriel Bird è un ex poliziotto di Chicago, che, più di venti anni prima dell'anno di ambientazione della serie, era stato ingiustamente condannato per l'omicidio del suo partner. In realtà, aveva sparato al suo compagno perché stava per uccidere due persone innocenti, una donna e il suo bambino, a sangue freddo durante un raid della polizia in un appartamento sospettato di essere il quartier generale del Black Liberation Army, un gruppo di violenti attivisti neri. Cacciato dalla polizia e accusato di appartenere al Black Liberation Army, Bird trascorre 20 anni in prigione. Quando Bird viene rilasciato, (il suo caso viene ripreso da una influente avvocatessa che, indagando sulla morte di un detenuto che protestava contro gli abusi, viene a conoscere la storia di Bird) inizia a lavorare come investigatore privato, ingaggiato dall'avvocato Victoria Heller che aveva contribuito a liberarlo.

## Personaggi
- Gabriel Bird (22 episodi, 1990-1991), interpretato da	James Earl Jones (Emmy Award come miglior attore protagonista in una serie drammatica nel 1991).
- Victoria Heller (22 episodi, 1990-1991), interpretata da	Laila Robins.
- Jamil Duke (22 episodi, 1990-1991), interpretato da	Brian Grant.
È il figlio del detenuto morto in carcere.
- Louis Klein (22 episodi, 1990-1991), interpretato da	Dylan Walsh.
È l'assistente di Victoria.
- Empress Josephine (22 episodi, 1990-1991), interpretata da	Madge Sinclair (Emmy Award come miglior attrice non protagonista in una serie drammatica nel 1991).
È un'amica di Bird proprietaria di un ristorante.
- Gabriel da giovane (4 episodi, 1990-1991), interpretato da	Anthony D. Colby.
- Rollie Claiborne (3 episodi, 1990-1991), interpretato da	Louis Bailey.
- capitano Jack O'Neil (3 episodi, 1990), interpretato da	Chelcie Ross.
È il fratello del poliziotto ucciso da Bird 20 anni prima, vuole provare la sua colpevolezza.
- Max Goldstein, interpretato da David Opatoshu (Emmy Award come miglior attore guest star in una serie drammatica nel 1991).

## Produzione
La serie, ideata da Donald R. Boyle, Jacqueline Zambrano e Coleman Luck, fu prodotta da Lorimar Television.  Le musiche furono composte da William Olvis. James Earl Jones e Madge Sinclair furono gli attori protagonisti del sequel, Pros and Cons, in cui i due si sposano e si trasferiscono a Los Angeles, dove Bird continua la sua professione di investigatore privato.
L'incidente in cui Bird uccide il collega per evitare che questi elimini due persone innocenti (che determina l'intero plot della serie), è ispirato ad un fatto realmente accaduto nel 1969, quando Fred Hampton, attivista afro-americano, fu ucciso in un blitz della polizia a Chicago, nella sua residenza. La cosa è testimoniata dal nome della strada che gli autori scelsero per identificare il luogo dell'antefatto della serie: Hampton Street.

### Registi
Tra i registi della serie sono accreditati:
- Robert Lieberman (4 episodi, 1990-1991)
- George Kaczender (2 episodi, 1990-1991)
- Jack Sholder (2 episodi, 1990)
- Mark Sobel (2 episodi, 1991)
- Michael Switzer (2 episodi, 1991)

## Distribuzione
La serie fu trasmessa negli Stati Uniti dal 1990 al 1991 sulla rete televisiva ABC. In Italia è stata trasmessa su RaiTre con il titolo La legge di Bird.
Alcune delle uscite internazionali sono state:
- negli Stati Uniti il 12 settembre 1990 (Gabriel's Fire)
- in Francia il 11 settembre 1991 (Gabriel Bird)
- in Germania Ovest (Chicago Soul)
- in Italia (La legge di Bird)
- in Spagna (La pasión de Gabriel)

## Episodi
| Stagione       | Episodi | Prima TV USA |
| -------------- | ------- | ------------ |
| Prima stagione | 22      | 1990-1991    |